# Голланд Тейлор
Голланд Вірджинія Тейлор (англ. Holland Virginia Taylor; нар. 14 січня 1943, Філадельфія) — американська акторка. Найбільш відома за роллю судді Роберти Кітлсон в юридичній драмі «Практика», за яку отримала визнання критиків і здобула премію «Еммі» (1999) як найкраща акторка другого плану в драматичному серіалі, а також за роллю Евелін Гарпер в комедійному телесеріалі «Два з половиною чоловіки», за яку отримала чотири номінації на премію «Еммі» як найкраща акторка другого плану в комедійному серіалі.

## Біографія
Тейлор народилася 1943 року у Філадельфії, штат Пенсільванія у родині Вірджинії (уродженої Девіс), художниці, та С. Трейсі Тейлор, адвоката. Закінчила школу 1960 року і вступила до коледжу, де вивчала театральне мистецтво. 1964 року переїхала до Нью-Йорка, щоб стати акторкою. Тейлор починала кар'єру в театрі. Протягом 1960-х, 70-х і 80-х років вона з'являлася в численних бродвейських і небродвейських постановках. Вона довела, що однаково майстерно грає як у комедії, так і в драмі.
З 1980-их кар'єра Тейлор також включає ролі у кіно.
З 1995 по 1998 рік у неї була роль редактора газети Камілли Дейн у ситкомі «Гола правда». Тейлор був однією із небагатьох акторів, які витримали весь серіал до 1998 року, незважаючи на кілька переобладнань.

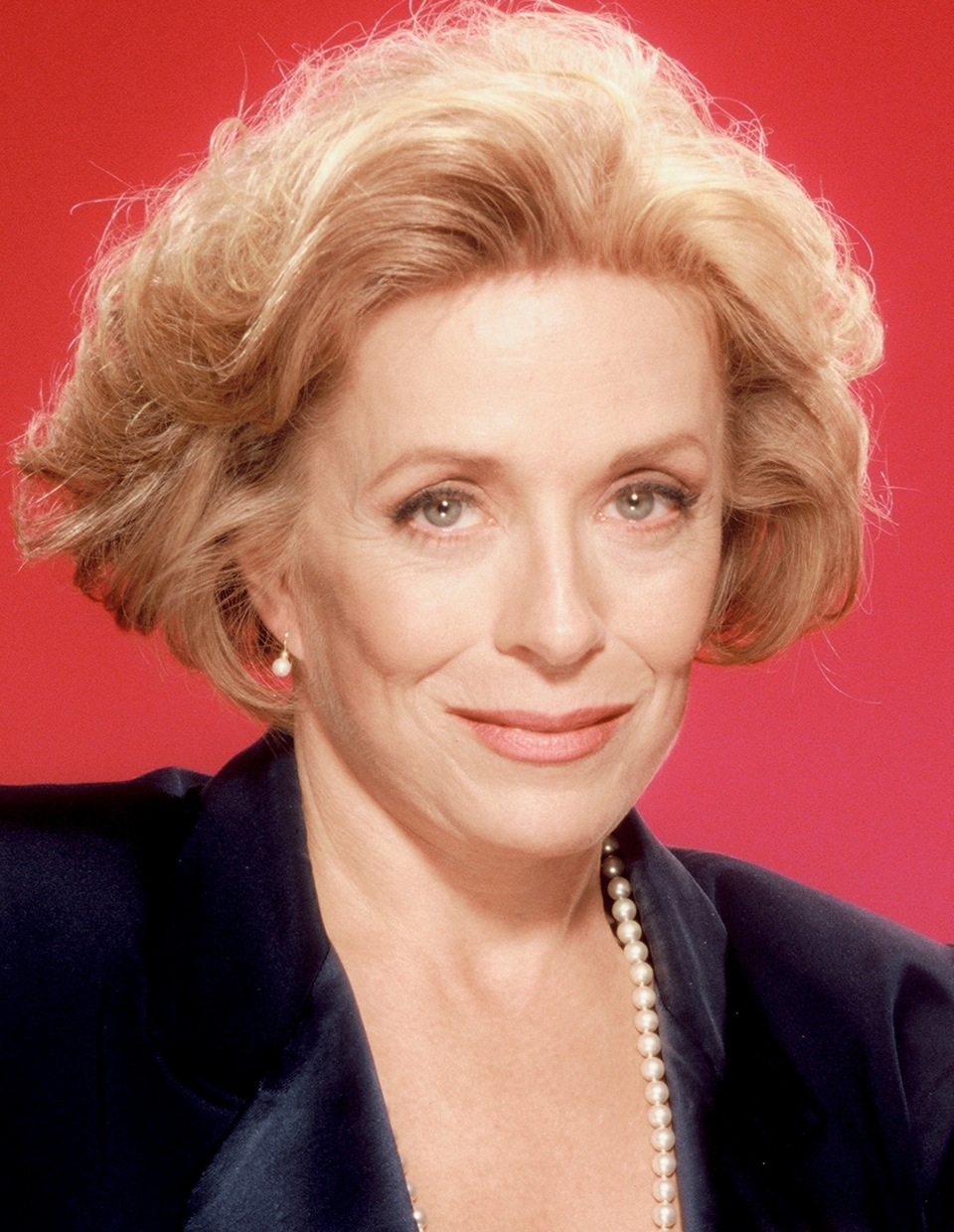
Голланд Тейлор (1994)

Вона зіграла роль судді Роберти Кітлсон у телесеріалі «Практика». Спочатку планувалося, що це буде одноразова поява, але ця роль тривала з 1998 по 2003 рік. 1999 року за цю роль отримала премію «Еммі». Тейлор також була номінована 2000 року на премію «Еммі» за роль судді Клітсон у телесеріалі «Практика» і як найкраща запрошена акторка в комедійному серіалі «The Lot».
Тейлор також була чотири рази номінована на премію «Еммі» за роль Евелін Гарпер в телесеріалі «Два з половиною чоловіки», в якому знімалася впродовж дванадцяти сезонів з 2003 по 2015.
2020 року була номінована на премію «Еммі» за роль Еллен Кінкейд, керівника студії та наставника акторів-початківців, у мінісеріалі «Голлівуд».
Анімаційні ролі Тейлор включають роль Розсудливості у мультфільмах про Попелюшку — «Cinderella II: Dreams Come True» і «Попелюшка 3: Подорож у часі».

## Особисте життя
30 листопада 2015 року, відповідаючи на запитання про шлюб у радіоінтерв'ю WNYC, Тейлор сказала, що вона перебуває у стосунках з молодшою жінкою і що більшість її стосунків були з жінками. Згодом повідомлялося, що її партнеркою є акторка Сара Полсон. У березні 2016 року стосунки Тейлор та Полсон були підтверджені, коли Полсон заявила під час інтерв'ю, що вони зустрічаються від початку 2015 року. У серпні 2020 року Тейлор розповіла в подкасті LGBTQ&A, що вона лесбійка.

## Фільмографія
| Фільми | Фільми                                      | Фільми                                 | Фільми                                        |
| Рік    | Українською мовою                           | мовою оригіналу                        | Роль                                          |
| ------ | ------------------------------------------- | -------------------------------------- | --------------------------------------------- |
| 1984   | Роман з каменем                             | Romancing the Stone                    | Глорія Горн                                   |
| 1985   | Перлина Нілу                                | The Jewel of the Nile                  | Глорія Горн                                   |
| 1988   | У неї буде дитина                           | Uncle Buck                             | Мейзі Рассел                                  |
| 1990   | Еліс                                        | Alice                                  | Гелен                                         |
| 1993   | Поліцейський з половинкою                   | Cop and a Half                         | капітан Рубіо                                 |
| 1994   | Послуга                                     | The Favor                              | Меггі Сенд                                    |
| 1995   | За що варто померти                         | To Die For                             | Керол Стоун                                   |
| 1995   |                                             | How to Make an American Quilt          | місіс Рубенс                                  |
| 1996   | Один чудовий день                           | One Fine Day                           | Рита                                          |
| 1997   | Джордж із джунглів                          | George of the Jungle                   | Беатріс Стенхоп                               |
| 1998   | Шоу Трумена                                 | The Truman Show                        | Аланіс Монклер/ Анжела Бербанк (мати Трумена) |
| 2000   | Щасливі випадки                             | Happy Accidents                        | Меггі Енн форд                                |
| 2000   | Зберігаючи віру                             | Keeping the Faith                      | Бонні Роуз                                    |
| 2001   | Місто та село                               | Town & Country                         | Ведуча церемонії                              |
| 2001   | Білявка в законі                            | Legally Blonde                         | професор Стромвелл                            |
| 2002   |                                             | Cinderella II: Dreams Come T           | Розсудливість (голос)                         |
| 2002   | Діти шпигунів 2: Острів несправджених надій | Spy Kids 2: The Island of Lost Dreams  | бабуся Хельга                                 |
| 2003   | Діти шпигунів-3D: Кінець гри                | Spy Kids 3-D: Game Over                | бабуся Хельга                                 |
| 2004   | Шпигунки                                    | D.E.B.S.                               | місі Петрі                                    |
| 2005   | Наречений напрокат                          | The Wedding Date                       | Банні Елліс, мати Кет                         |
| 2007   |                                             | Попелюшка 3: Подорож у часі            | Розсудливість (голос)                         |
| 2008   | Ой, матінко                                 | Baby Mama                              | Роуз Голбрук                                  |
| 2018   | Глорія Белл                                 | Gloria Bell                            | Гілларі Белл                                  |
| 2020   | Усім хлопцям: P.S. Я досі вас кохаю         | To All the Boys: P.S. I Still Love You | Едіт «Стормі» Макларен-Шихан                  |
| 2020   | Білл і Тед                                  | Bill & Ted Face the Music              | Верховний лідер                               |
| 2020   |                                             | The Stand In                           | Барбара Кокс                                  |
| 2023   |                                             | Quiz Lady                              | Франсін                                       |

## Нагороди і номінації
| Рік  | Нагорода      | Категорія                                                                         | Робота                   | Результат |
| ---- | ------------- | --------------------------------------------------------------------------------- | ------------------------ | --------- |
| 1999 | Премія «Еммі» | Премія «Еммі» за найкращу жіночу роль другого плану в драматичному телесеріалі    | «Практика»               | Перемога  |
| 2000 | Премія «Еммі» | Премія «Еммі» за найкращу жіночу роль другого плану в драматичному телесеріалі    | «Практика»               | Номінація |
| 2000 | Премія «Еммі» | Найкраща запрошена акторка в комедійному серіалі                                  | Лот                      | Номінація |
| 2005 | Премія «Еммі» | Премія «Еммі» за найкращу жіночу роль другого плану у комедійному телесеріалі     | Два з половиною чоловіки | Номінація |
| 2007 | Премія «Еммі» | Премія «Еммі» за найкращу жіночу роль другого плану у комедійному телесеріалі     | Два з половиною чоловіки | Номінація |
| 2008 | Премія «Еммі» | Премія «Еммі» за найкращу жіночу роль другого плану у комедійному телесеріалі     | Два з половиною чоловіки | Номінація |
| 2010 | Премія «Еммі» | Премія «Еммі» за найкращу жіночу роль другого плану у комедійному телесеріалі     | Два з половиною чоловіки | Номінація |
| 2013 | Премія «Тоні» | Премія за найкращу головну жіночу роль у виставі                                  | Енн                      | Номінація |
| 2020 | Премія «Еммі» | Найкращий актор другого плану в мінісеріалі або серіалі-антології, або телефільмі | Голлівуд                 | Номінація |